# パナソニック和歌山地区
パナソニック インダストリアルソリューションズ社 エナジーデバイス事業部 和歌山工場は、和歌山県紀の川市打田にあるパナソニック株式会社 インダストリアルソリューションズ社の工場。バッテリー等を生産している。

## 概要
1991年4月にアルカリ蓄電池事業部和歌山工場第1棟が竣工して、和歌山県那賀郡打田町大字打田（現・紀の川市打田）にて操業開始。翌1992年には第2棟が竣工している。
オートモーティブ & インダストリアルシステムズ社の国内生産拠点の一つである。また、当工場はパナソニック主要事業場としては、現在のところ、松下幸之助創業者生誕の地でありながら、和歌山県で唯一の工場（事業場）となっている。
2022年からは、テスラ社製電気自動車向けの次世代リチウムイオン電池（通称4680）の生産を開始した。

### データ
- 敷地面積 - 102,300 m2
- 延床面積 - 47,892 m2
- 従業員数 - 100名

### 生産品
- 小型二次電池
- リチウムイオン電池 - 暫定生産

## 本社工場火災に伴う措置
2007年9月30日に発生した本社工場の火災で、リチウムイオン電池の生産ができないことから、和歌山工場内に新ラインを設け、製造を開始することになった。

## 沿革
- 1991年4月 - 操業開始

## 所在地
- 〒649-6414
  - 和歌山県紀の川市打田612-1

## 立地環境
和歌山平野を流れる紀ノ川北側に広がる田園の中に立地しているため、自然環境と調和した公園工場を目標にしている。工場北側にはJR和歌山線が、南側には国道24号線が通っている。また、打田駅からは1 km程度の距離であり、紀の川市役所も近い。

## アクセス
- JR和歌山線打田駅
- 和歌山バス那賀粉河熊取線：打田国道口バス停